# Manisa Tarzanı
Manisa Tarzanı é um filme de drama turco de 1994 dirigido e escrito por Orhan Oğuz. Foi selecionado como representante da Turquia à edição do Oscar 1995, organizada pela Academia de Artes e Ciências Cinematográficas.

## Elenco
- Talat Bulut - Ahmet Bedevi
- Serap Saglar
- Pinar Afsar
- Ayton Sert
- Kutay Köktürk
- Özlem Savas
- Nihat Nikerel